# Edward Thurlow
Edward Thurlow, 1. baron Thurlow (ur. 9 grudnia 1731 w Bracon Ash w hrabstwie Norfolk, zm. 12 września 1806 w Brighton) – brytyjski prawnik i polityk, członek stronnictwa torysów.

## Życiorys
Był najstarszym synem wielebnego Thomasa Thurlowa. Wykształcenie odebrał w King’s School w Canterbury oraz w Gonville and Caius College na Uniwersytecie Cambridge. Popadł jednak w konflikt z władzami uczelni i opuścił Cambridge bez tytułu naukowego w 1751. Przez pewien czas był radcą w korporacji Lincoln’s Inn, a w 1754 otrzymał powołanie do Inner Temple. W 1761 został Radcą Króla, a rok później ławnikiem Inner Temple.
W 1765 został wybrany do Izby Gmin jako reprezentant okręgu Tamworth. W 1770 został radcą generalnym w rządzie lorda Northa. W 1771 otrzymał stanowisko prokuratora generalnego. Na tym stanowisku dał się poznać jako przeciwnik niepodległościowych działań amerykańskich kolonistów. W 1778 został Lordem Kanclerzem i otrzymał tytuł 1. barona Thurlow, dzięki któremu zasiadł w Izbie Lordów.
Jako lord kanclerz Thurlow sprzeciwiał się postulatom reform gospodarczych i politycznych zgłaszanych przez Edmunda Burke’a i Johna Dunninga. Po upadku gabinetu Northa w marcu 1782, Thurlow utrzymał swoje stanowisko w wigowskim gabinecie lorda Rockinghama. Po śmierci Rockinghama w lipcu 1782 premierem został lord Shelburne, który również pozostawił Thurlowa na dotychczasowym stanowisku. Dopiero po upadku tego gabinetu w kwietniu 1783 Thurlow utracił swoje stanowisko.
Po kilku miesiącach w opozycji Thurlow ponownie objął w grudniu 1783 stanowisko lorda kanclerza w gabinecie Williama Pitta Młodszego. Od 1788 Thurlow był Lordem Wielkim Stewardem podczas procesu Warrena Hastingsa. Thurlow często znajdował się w konflikcie z premierem i tylko przyjaźni ze strony króla Jerzego III zachowywał stanowisko. Ostatecznie jednak został zdymisjonowany w 1792. Otrzymał wówczas kolejny tytuł barona Thurlow, który mógł być dziedziczony przez krewnych niebędących zstępnymi.
Thurlow nigdy nie sprawował już żadnej funkcji publicznej i wycofał się z polityki. W 1797 intrygował jednak na rzecz powołania rządu bez Pitta, na czele którego stanąłby lord Moira, a w którym on sam zostałby Lordem Kanclerzem. Mimo poparcia udzielonego przez księcia Walii taki rząd nigdy nie powstał. W 1802. Thurlow po raz ostatni zabrał głos na forum Izby Lordów.
Zmarł w 1806 i został pochowany w Temple Church. Nigdy się nie ożenił, ale pozostawił po sobie trzy nieślubne córki. Wraz z jego śmiercią wygasł tytuł barona kreowany w 1778. Baronia z 1786 została odziedziczona przez jego bratanka, Edwarda Hovella-Thurlowa.
Postać Thurlowa pojawia się w sztuce Alana Bennetta Szaleństwo króla Jerzego III. W nakręconym na jej podstawie filmie z 1994 w postać lorda kanclerza wcielił się John Wood.